# 天台三大部
天台三大部，又稱法華三大部，為《法華玄義》、《法華文句》與《摩訶止觀》三書的合稱。此三本書的作者為智顗，由其門人章安灌頂整理而成，為天台宗根本論書。其內容主要由《妙法蓮華經》研究而來，援引上百本佛經，以證其義。同時又與實際的禪修相結合，有教觀雙美之稱。

## 內容
《法華玄義》
- 《妙法蓮華經玄義》，略稱《法華玄義》，十卷(或二十卷)，智顗大師立五重玄義解釋《妙法蓮華經》的標題，開說一經的要旨。
- 本書詳說《法華經》的義旨，並且闡明《法華》開顯法門的純圓獨妙，以確定《法華經》在佛一代所說諸經中的位置。本書雖是解釋經題，內容卻是判釋佛一代時教，也可說是天台宗對於全佛教的概論，可為中國佛教學人卓越的研究成果。

《法華文句》
- 《法華經文句》，具名《妙法蓮華經文句》，略稱《法華文句》，十卷(或二十卷)，隋智顗說，灌頂記。是天台宗對於《妙法蓮華經》本文的主要解釋。
- 本書系灌頂於二十七歲時在金陵聽受筆記，又六十九歲時在丹丘刪補。唐玄宗天寶七年(748)，有東陽郡清泰玄朗和尚，感於本書的文勢有時凌亂、失次，因加以排比令相貫。現行本當即此本。
- 本書以天台宗的見地，將《法華經》二十八品大別為本、跡二門：前十四品說如來跡門，即開三乘之權而顯一乘之實(開權顯實)，闡明過去佛，開方便的權門，於一佛乘分別說三乘；現在開示真實的妙理，會三乘歸一佛乘，令眾生入佛之知見。以後十四品說如來本(本地)門，即開近成的化跡，而顯久遠的實本(開近顯遠)，闡明釋迦牟尼佛不是新近在菩提伽耶方才成道的新佛，而是從遠在三千塵點劫以前，久遠實成的本地本佛垂跡。

《摩訶止觀》
- 《摩訶止觀》，十卷(或二十卷)，隋智顗說，弟子章安灌頂筆錄成書，是天台宗詳述圓頓止觀法門的主要著述。原來題名《圓頓止觀》，後來改稱《摩訶止觀》，前後有三本，現行本是第二本(通稱廣本)的再治本。
- 正說分開作十章：一、大意，二、釋名，三、體相，四、攝法，五、偏圓，六、方便，七、正觀，八、果報，九、起教，十、旨歸。這簡稱為十廣。十廣的第一大意章，把以下的九章概括作發大心、修大行、感大果、裂大網、歸大處五段。略舉全書的大體，這簡稱為五略。合稱五略十廣。